# Villeneuve-la-Garenne
Pour les articles homonymes, voir Villeneuve et Villeneuve-la-Garenne (Sisley).
Villeneuve-la-Garenne est une commune française située dans le département des Hauts-de-Seine en région Île-de-France.
C'est la dernière commune créée dans le département de la Seine, le 9 avril 1929, pendant l'Entre-deux-guerres.

## Géographie
Les communes limitrophes sont Gennevilliers et L'Île-Saint-Denis.

### Localisation

Situation de Villeneuve-la-Garenne
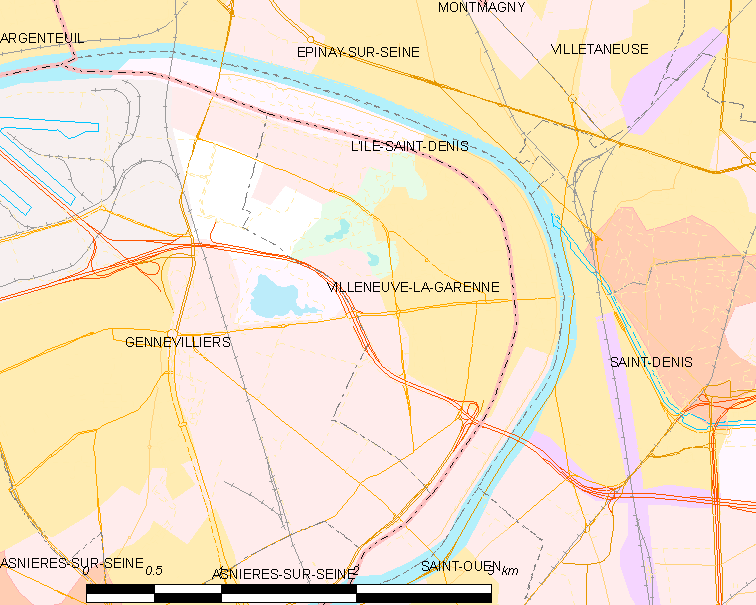
Carte de la commune.
Vue de la commune de Villeneuve-la-Garenne en rouge sur la carte de Paris et de la « Petite Couronne ».

### Communes limitrophes
Villeneuve-la-Garenne se situe à l'extrême nord-est du département des Hauts-de-Seine, à la limite de la Seine-Saint-Denis. La commune est bordée par la rive gauche de la Seine, face à l'Île-Saint-Denis.
| Gennevilliers | L'Île-Saint-Denis               | L'Île-Saint-Denis |
| Gennevilliers | Villeneuve-la-Garenne           | L'Île-Saint-Denis |
| Gennevilliers | L'Île-Saint-Denis Gennevilliers | L'Île-Saint-Denis |

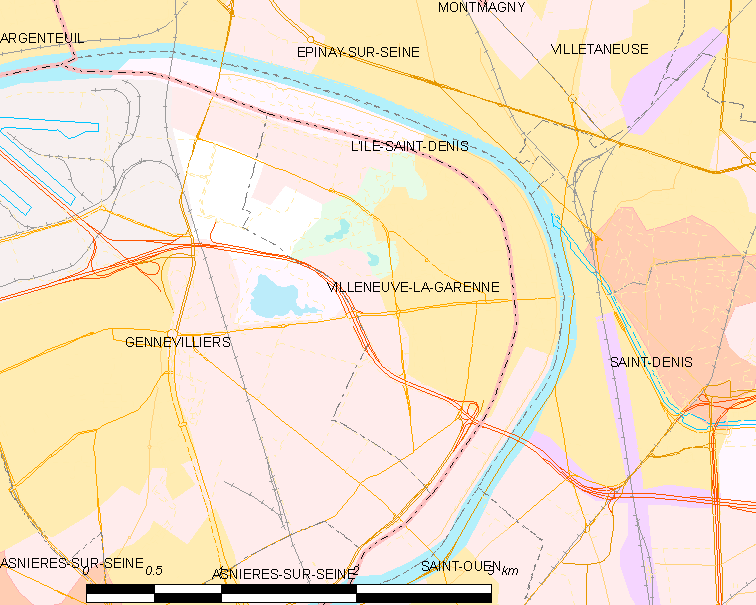
Carte de la commune.
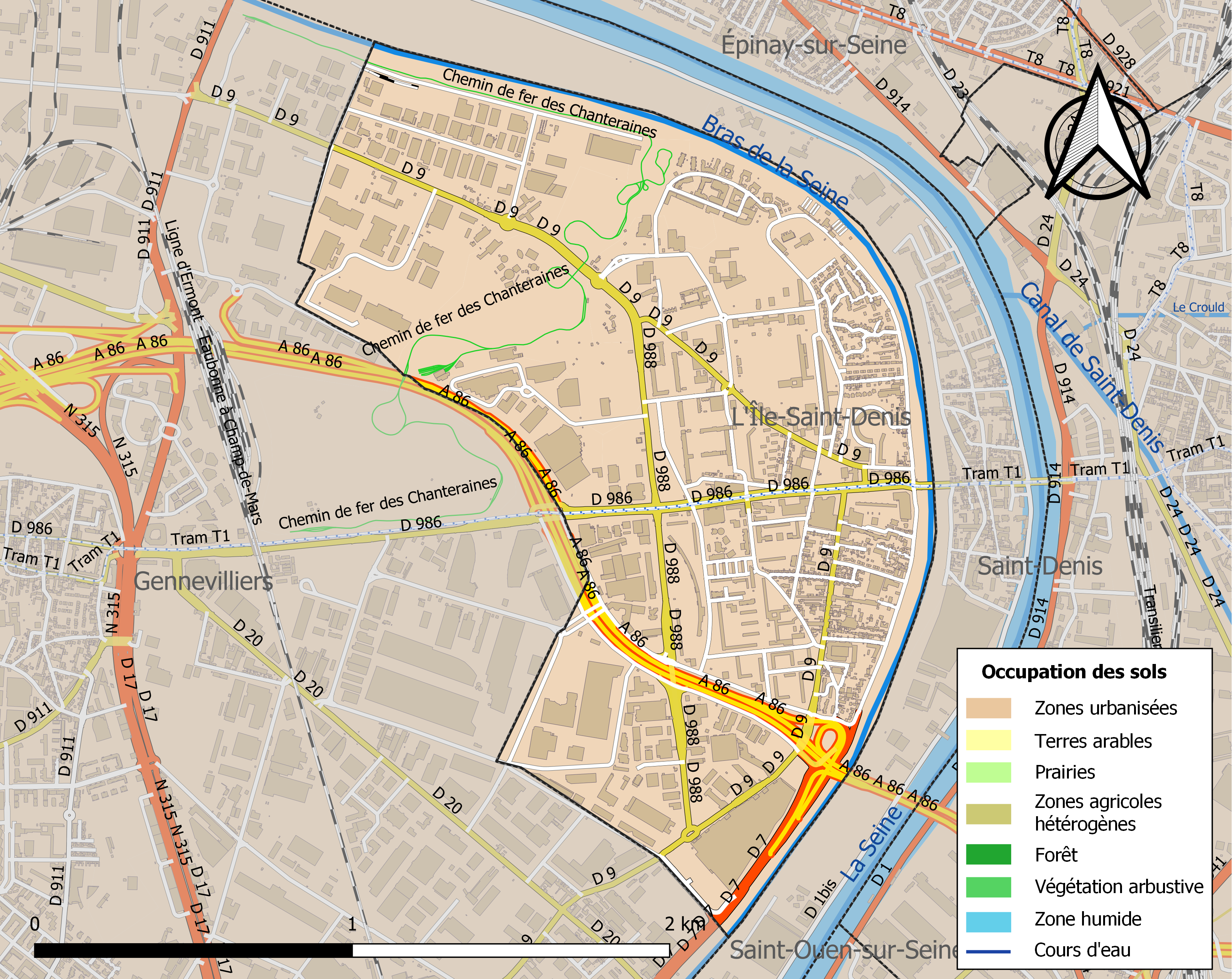
Occupation des sols

### Géologie et relief
La superficie de la commune est de 320 hectares ; l'altitude varie entre de 22  à   31 mètres.
Comme l'ensemble de la presqu’île de Gennevilliers, la plaine est sablonneuse et plate. Située dans le lit majeur de la Seine, pendant des millénaires celle-ci a déposé dans ce méandre une épaisse couche de galets, graviers, et sables. L'essor des constructions en béton de ciment durant le XXe siècle, très consommatrice de ces granulats, trouva dans cette plaine alluvionnaire, non bâtie et au cœur de l'agglomération parisienne, un gisement de matériaux idéal. Les carrières se multiplièrent rapidement et au fur et à mesure de l'exploitation les parties fouillées étaient remblayées. Les tombereaux tirés par des chevaux, puis rapidement des norias de camions automobiles, déversaient des gravats qui venaient parfois de loin (de Paris mais également de banlieues très éloignées), pendant que d'autres partaient livrer les chantiers de construction.

### Climat
Pour des articles plus généraux, voir Climat de l'Île-de-France et Climat des Hauts-de-Seine.
En 2010, le climat de la commune est de type climat océanique dégradé des plaines du Centre et du Nord, selon une étude du CNRS s'appuyant sur une série de données couvrant la période 1971-2000. En 2020, Météo-France publie une typologie des climats de la France métropolitaine dans laquelle la commune est exposée à un climat océanique altéré et est dans la région climatique Sud-ouest du bassin Parisien, caractérisée par une faible pluviométrie, notamment au printemps (120 à 150 mm) et un hiver froid (3,5 °C).
Pour la période 1971-2000, la température annuelle moyenne est de 12,2 °C, avec une amplitude thermique annuelle de 15,4 °C. Le cumul annuel moyen de précipitations est de 640 mm, avec 10,2 jours de précipitations en janvier et 7,5 jours en juillet. Pour la période 1991-2020, la température moyenne annuelle observée sur la station météorologique la plus proche, située sur la commune de Bonneuil-en-France à 8 km à vol d'oiseau, est de 12,1 °C et le cumul annuel moyen de précipitations est de 616,3 mm,. Pour l'avenir, les paramètres climatiques de la commune estimés pour 2050 selon différents scénarios d'émission de gaz à effet de serre sont consultables sur un site dédié publié par Météo-France en novembre 2022.

### Voies de communication et transports

#### Infrastructures de transport
La ville est située à proximité des autoroutes A86 et A15. La Seine forme la limite de la commune.

#### Transports en commun
La ville se situe à proximité de la ligne C du RER d'Île-de-France à Gennevilliers et de la ligne D du RER d'Île-de-France à Saint-Denis.
De plus, elle est desservie par le T1 depuis son prolongement jusqu'au terminus Asnières - Gennevilliers - Les Courtilles de la ligne 13 du métro de Paris aux arrêts Mairie de Villeneuve-la-Garenne, La Noue et Chemin des Reniers.
Enfin, le réseau de bus RATP vient compléter la desserte avec trois lignes ainsi qu'une ligne du réseau de nuit Noctilien.

## Urbanisme

### Typologie
Au 1er janvier 2024, Villeneuve-la-Garenne est catégorisée grand centre urbain, selon la nouvelle grille communale de densité à sept niveaux définie par l'Insee en 2022.
Elle appartient à l'unité urbaine de Paris, une agglomération inter-départementale regroupant 407  communes, dont elle est une commune de la banlieue,,. Par ailleurs la commune fait partie de l'aire d'attraction de Paris, dont elle est une commune du pôle principal,. Cette aire regroupe 1 929 communes,.

### Morphologie urbaine
L’Insee découpe la commune en dix îlots regroupés pour l'information statistique.

### Logement
La ville a connu un accroissement rapide de sa population à la suite des constructions massives de logements sociaux sur de grandes parcelles privées à la suite de l'appel de l'abbé Pierre en 1954 et au retour des rapatriés d'Algérie en 1962 et en raison de présence de bidonvilles dans les années 1960,.
Le taux de logements sociaux s'élève à 54,5 %, mais il faut ajouter les logements non conventionnés[pourquoi ?] de l'OGIF (Caravelle) et de la SEM de Villeneuve-la-Garenne (quartier Jean-Moulin) ce qui correspond donc à un taux de 72 %.
- La Caravelle[17], quartier comptant 6 000 habitants pour 1 850 logements. Un immeuble a eu la réputation d'être « la plus grande barre d'Europe » (ce qui était faux), mais la réhabilitation entreprise par Roland Castro a introduit des coupures urbaines à travers le quartier.
- La Seine-Sablière, quartier comptant 4 400 habitants pour 1 660 logements. Il fait l'objet actuellement d'une réhabilitation, entreprise dans le cadre du Grand projet de ville. Depuis 2015, il est réuni avec La Caravelle dans un grand quartier prioritaire dénommé « Aire 2029 »[18].

Ces deux quartiers concentrent la moitié de la population villéno-garennoise.
- Le nouveau quartier Villerenne a permis d'accueillir 3 000 nouveaux habitants.
- La Banane ou Résidence Coopération et Famille, bâtie en 1958 située dans un quartier des années 1960 en réhabilitation[19].

### Projets d'aménagements
En 2012, les principaux projets d'aménagement sont relatifs :
- au centre commercial régional Qwartz, qui a ouvert ses portes le 9 avril 2014 ;
- à l'extension de l'hôpital Nord 92, achevée en fin d'année 2013 ;
- à la rénovation des quartiers sud ;
- à la rénovation du square Jean-Moulin.

## Toponymie

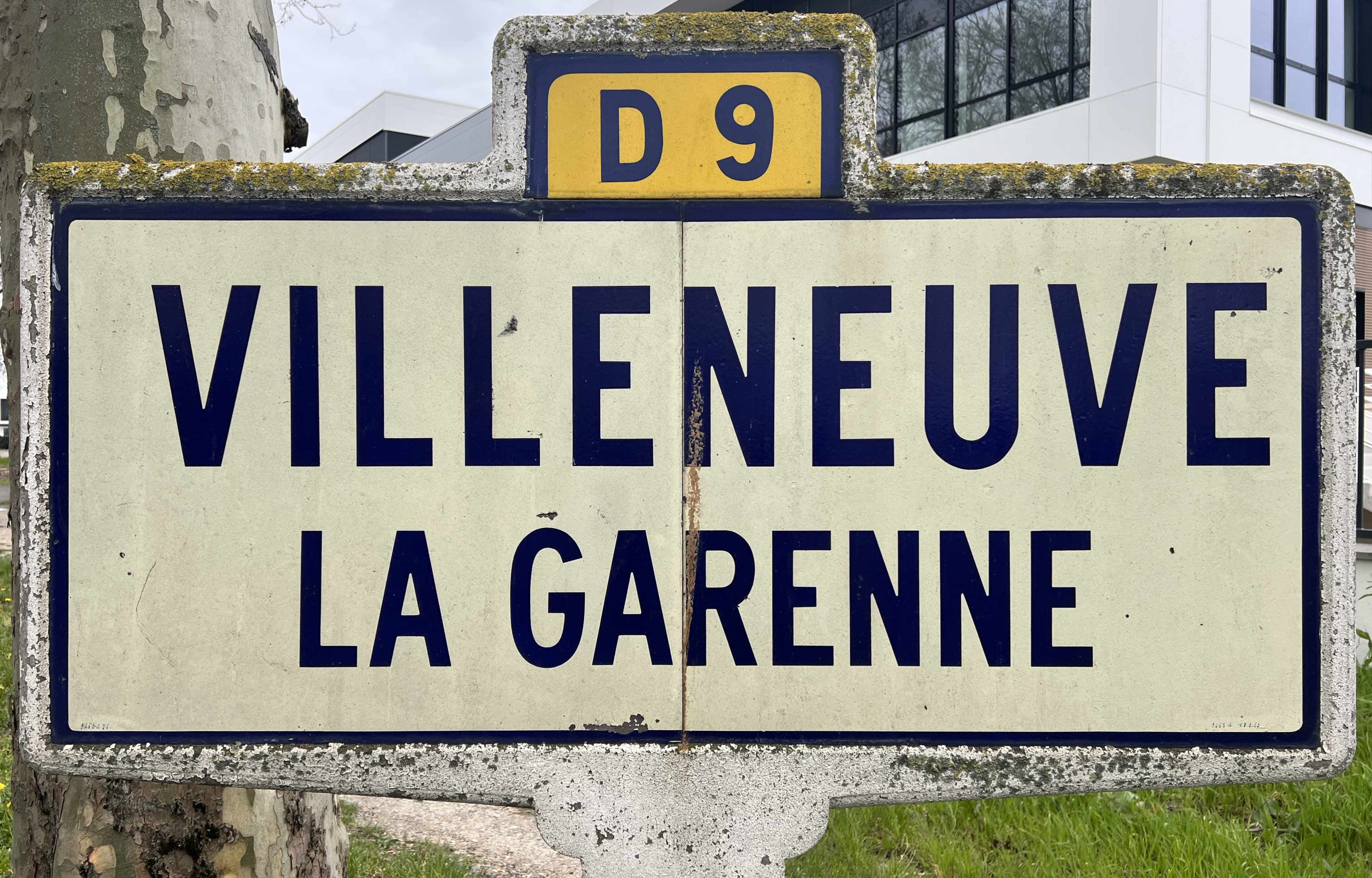
Panneau à l'entrée de la commune.

Le lieu est attesté sous la forme apud Villam novam en 1183 par le toponymiste Ernest Nègre.

## Histoire

### Origines
À l’origine Villeneuve-la-Garenne, dont le nom apparait ainsi déjà sur la carte de Cassini du XVIIIe siècle, est un hameau de pêcheurs et s’étendait sur un kilomètre le long de la Seine (de part et d’autre de l’actuel pont de l'Île-Saint-Denis).
Ce quartier de Gennevilliers se développe, à partir de 1844, assez vite, avec la construction de deux ponts suspendus.
Celui situé au centre du bourg dans le prolongement de l’avenue de Gennevilliers (avenue de Verdun actuellement) est conçu par Marc Seguin. Il permet, depuis cette date, de relier Villeneuve d’abord à l’agglomération de Saint-Denis (en traversant l'Île-Saint-Denis), puis à Paris puisque deux ans plus tard le chemin de fer du Nord reliant Paris à Saint-Denis est construit.
Toutefois les habitants passent le pont moyennant un octroi. Ce pont suspendu utilisé jusqu’au début du XXe siècle a inspiré beaucoup de peintres, notamment Alfred Sisley.
Lors de la guerre franco-allemande de 1870, il existe à Villeneuve une batterie, une petite redoute qui n'a jamais été totalement terminée. Elle était située face à Épinay-sur-Seine, actuellement avenue de la Redoute.
Pendant la répression de janvier et février 1894, la police y effectue des perquisitions visant les anarchistes qui y résident, sans réel succès,,. 
En 1903, un nouveau pont plus large (où il est interdit de trotter), remplace le pont suspendu. Cette modernisation contribue au développement du hameau.

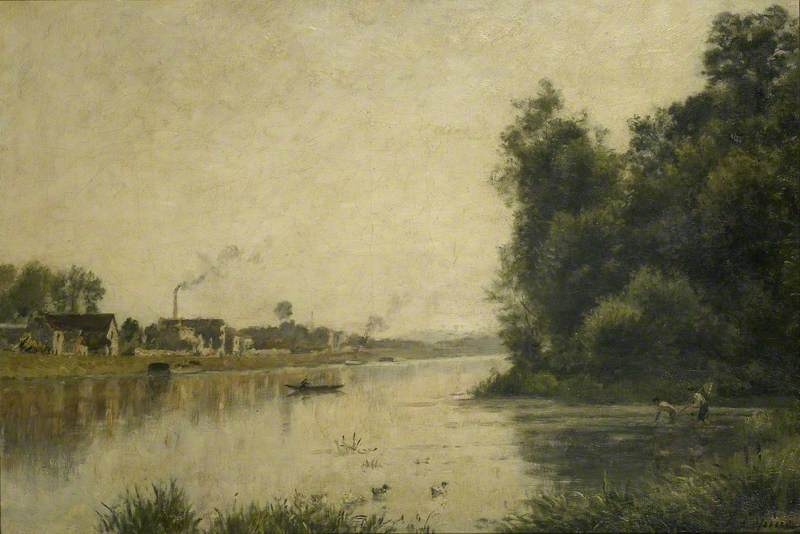
La Seine à La Garenne Saint-Denis Stanislas Lépine, vers 1870 Ashmolean Museum, Oxford.
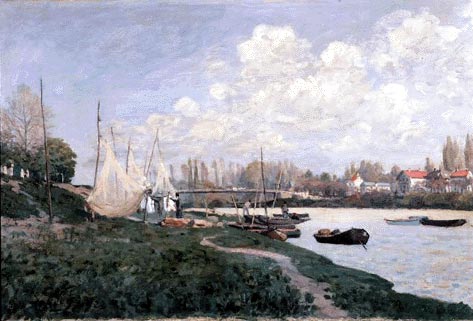
Pêcheurs étendant leurs filets par Alfred Sisley, 1872, musée d'art Kimbell.
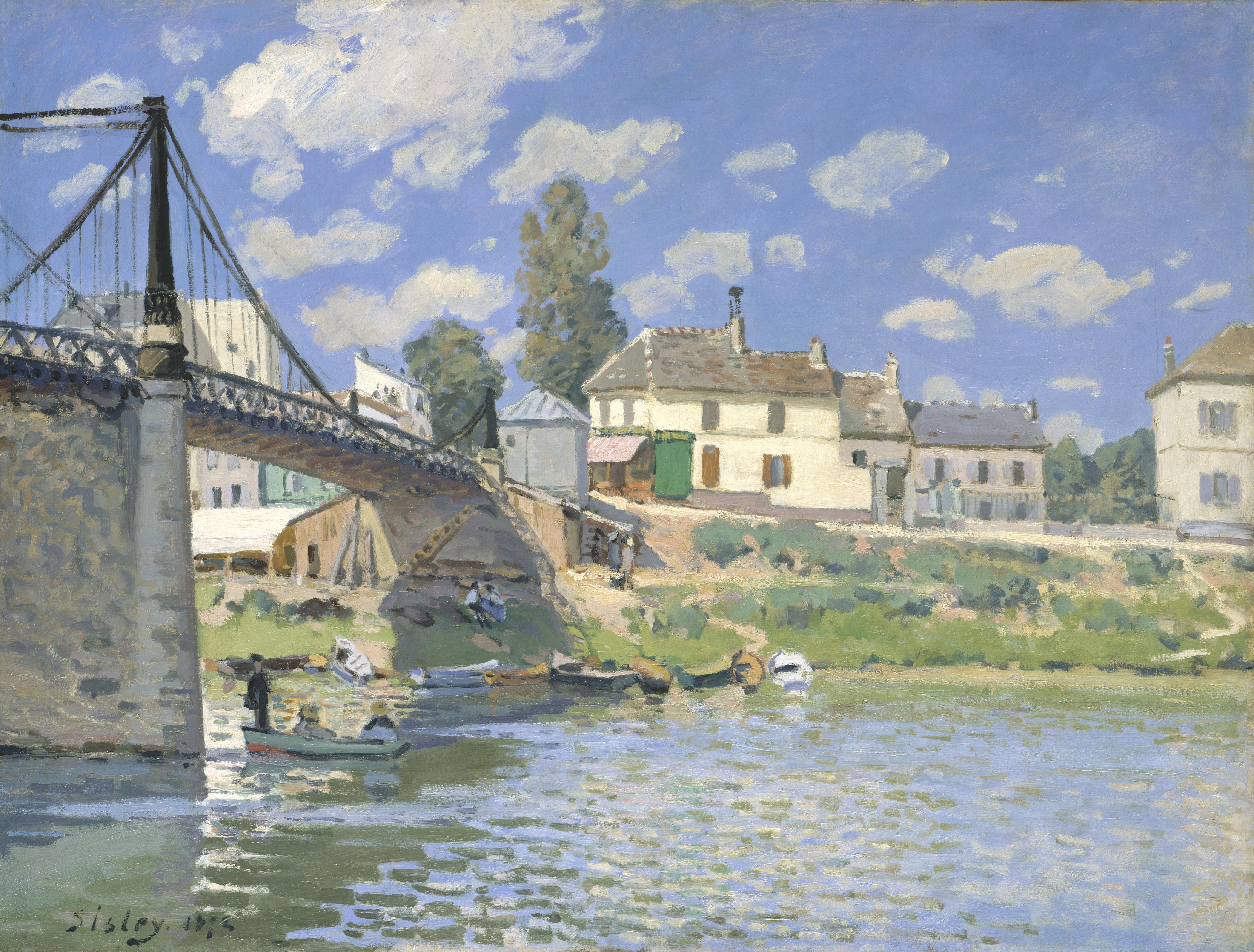
Le pont de Villeneuve-la-Garenne 1872 par Alfred Sisley, Metropolitan Museum of Art.
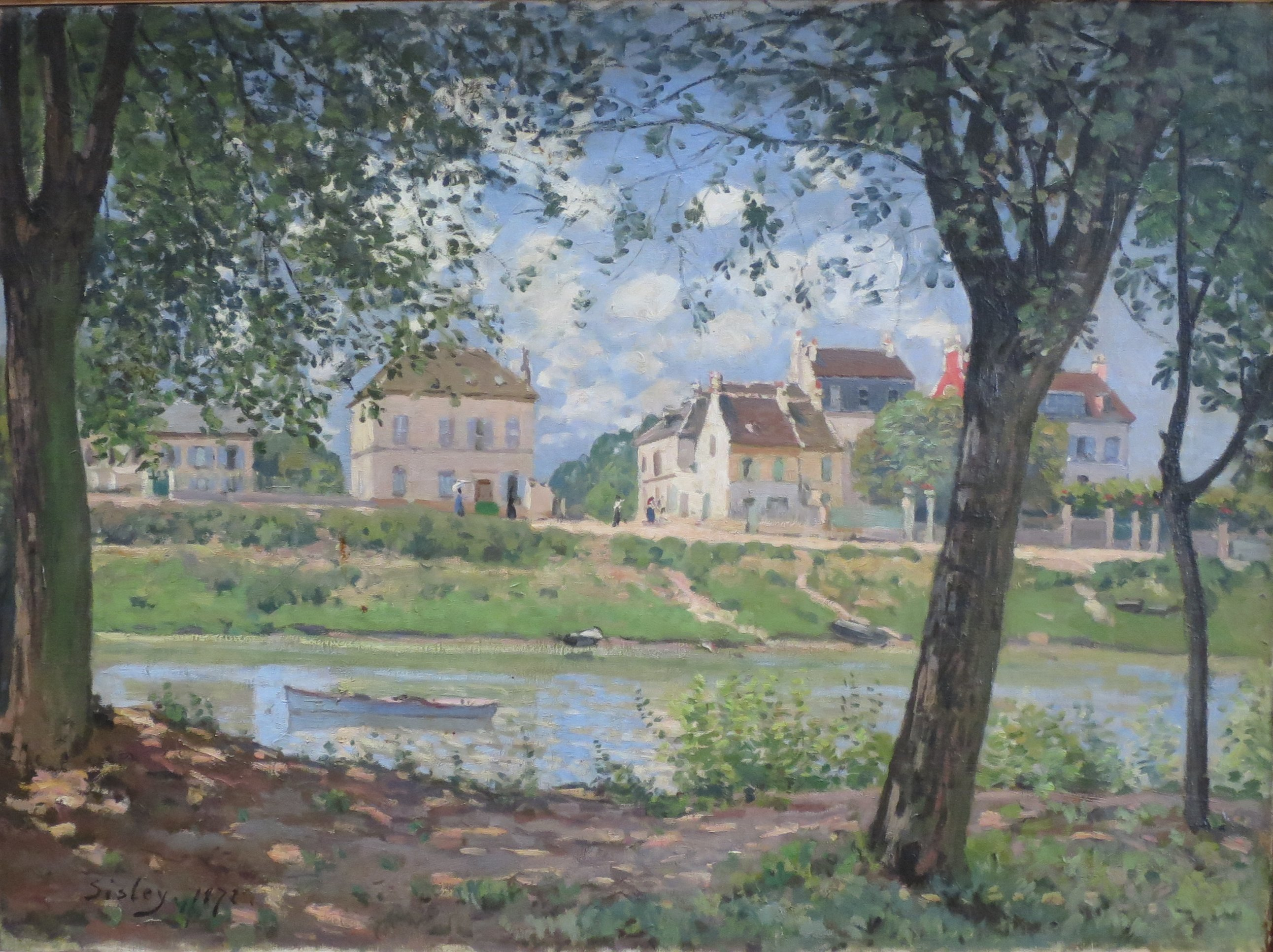
Villeneuve-la-Garenne (Sisley) 1872 par Alfred Sisley, Musée de l'Ermitage.

Le canotage, les guinguettes, cafés-restaurants et autres débits de boissons se multiplient (les 100 Kilos, la Belle Gabrielle, la Tête d’argent, la Tête d’or, le Cadran solaire, au picolo d’Auvergne...). En 1920, il y en a une trentaine environ. Les habitations du hameau sont, pour l’essentiel, concentrées le long des quais et de l’avenue de Gennevilliers (avenue de Verdun actuelle) où de superbes maisons sont construites.
Le bilan des inondations de 1910 est catastrophique. Malgré les digues, l’eau atteint 1,20 m dans beaucoup d’endroits. Les cultures sont ravagées, les maisons s’écroulent, beaucoup d’animaux périssent noyés. Dans le hameau de Villeneuve, on est vite obligé d’entrer dans les maisons par les fenêtres du 1er étage car le rez-de-chaussée est impraticable. Dès le 21 janvier, les avenues de Gennevilliers (avenue de Verdun) et d’Asnières (boulevard Gallieni) sont submergées. Le 26 janvier, les écoles sont évacuées. Dans la nuit du 27 au 28 janvier, les digues sont submergées. Les familles les plus touchées sont évacuées en barques ou en embarcations de fortune. Le 29 janvier l’inondation est générale. C’est seulement début février que la décrue s’amorce, mais il faudra plusieurs semaines pour nettoyer les boues et déblayer les rues des amas de ferrailles et de détritus de toutes sortes.

### Les premières écoles

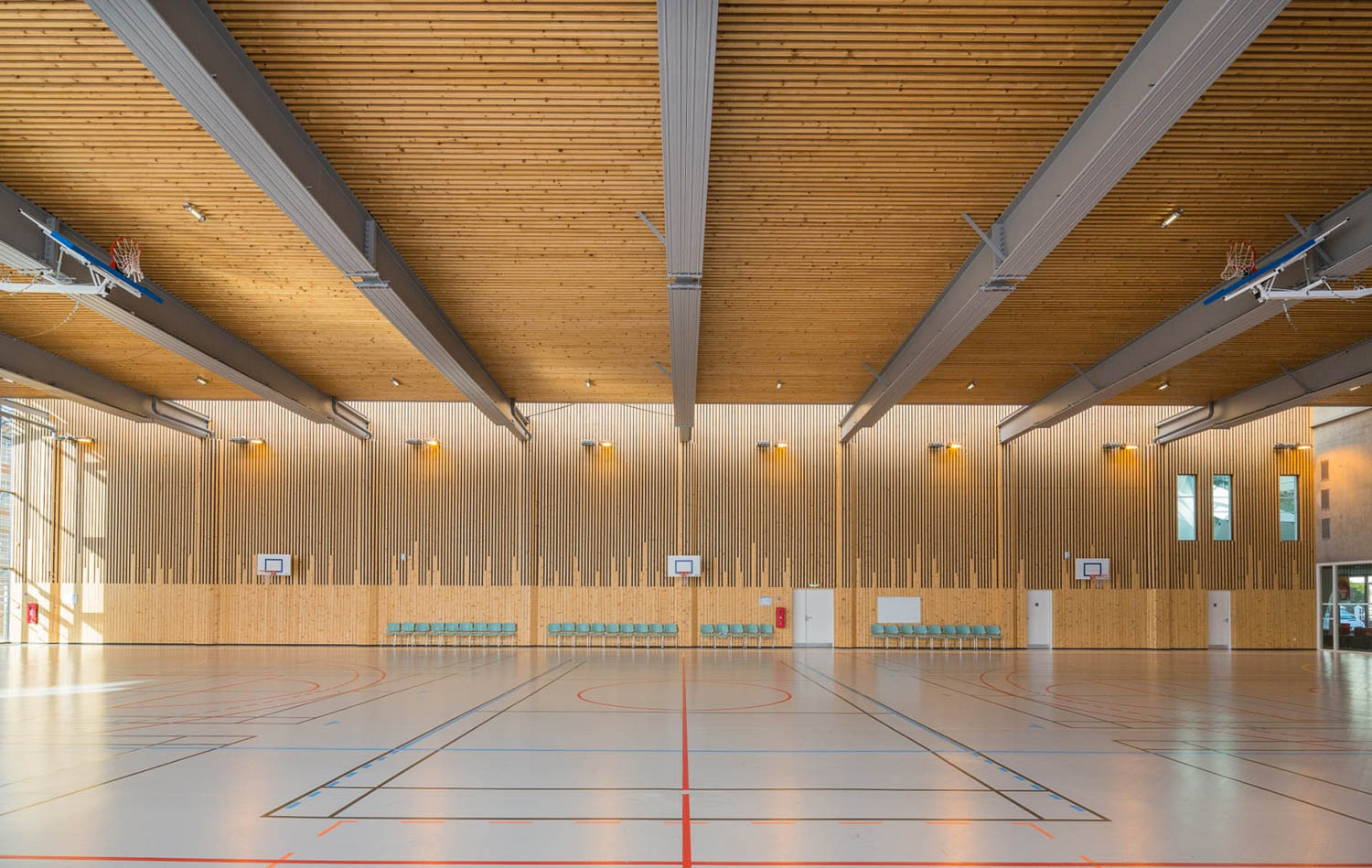
Gymnase du collège Edouard-Manet, 2011.

À l'exception d'une petite école privée installée en 1853, avant 1888, les écoles sont situées à 3 km, à Gennevilliers dont Villeneuve fait partie. Mais cette année-là, un groupe scolaire public voit le jour (dans l'actuelle rue des Anciennes-Écoles). La population augmentant, en 1910, le groupe scolaire s'agrandit et une école de garçons est construite. Dans les années 1950, les bâtiments du groupe scolaire sont aménagés et surélevés pour devenir l'actuel groupe scolaire Édouard-Manet. D'autres établissements d'enseignement primaire et secondaire sont créés au fil du temps.

### Autonomie du hameau
Après la Première Guerre mondiale, le hameau souhaite devenir autonome. L’éloignement du centre de Gennevilliers est de plus en plus gênant. La vie économique et sociale s’organise, la population augmente, des entreprises nouvelles s’installent, créant des emplois et l’ouverture de plusieurs commerces. Au moment de la séparation en 1927, on recense 3 boulangeries, 3 boucheries, 1 charcuterie, 1 poissonnerie, 3 laitiers éleveurs, 12 épiciers, des horticulteurs, etc.
Le premier maire de Villeneuve est M. Homère Robert.

### Histoire industrielle
Les premiers chantiers navals sont les établissements Rasschaert fondés en 1880.
- 1881, l'usine « Homberger et Allard », fabricant des articles pour meunerie, s'installe rue de la Fabrique (rue Dupont-du-Chambon). Elle a ses bureaux et son magasin à Paris, 27-29 rue de Viarmes où l’on peut trouver tout le nécessaire pour la minoterie.
- 1891, le laboratoire de produits chimiques et pharmaceutiques « Pointet » s’installe rue de la Fabrique (rue Dupont-du-Chambon).
- 1893, l’usine Pointet est agrandie et transférée à l’angle de l’avenue de Gennevilliers (avenue de Verdun) et du chemin des Reniers (avenue Jean-Jaurès) et devient Pointet-Girard. Cette usine fabriquait des sels d'iode et de bismuth quinine. Au même endroit s'est implantée plus tard l’entreprise Rhône-Poulenc.
- 1898, les chantiers Van Den Bosch s'installent.
- au début du XXe siècle, Villeneuve est le fief des laboratoires ; Naline s'installe rue du Chemin-Vert, et devient établissements Mouneyrat (nom du médecin qui a mis au point plusieurs traitements, contre la syphilis et le paludisme entre autres). Ce laboratoire de pointe effectuait des recherches notamment sur l'hectine dérivé de l'arsenic.
- 1903, la construction automobile est en plein essor ; Charles Petiet  alors jeune ingénieur, crée la société des automobiles Ariès, nommée ainsi en raison de la force et de l’agilité du bélier. Son usine est située quai d’Argenteuil (quai Sisley). Dès 1906, les usines fournissent des autobus londoniens à étage, des taxis à New York, des véhicules pour l’aéronautique russe, des automotrices pour les chemins de fer. Elles alimentent des compagnies de transports dans le monde entier, sans oublier l’armée française. Charles Petiet participe à de nombreux concours automobiles. Plutôt que de s’affirmer dans le domaine sportif, Charles Petiet impose ses modèles par leur qualité et leur robustesse et se spécialise dans les véhicules utilitaires avec des carrosseries adaptées à différentes activités (transport de voyageurs, livraison, armée, etc.). En 1913, l’Ariès R6 mis à l’épreuve d’endurance est primé, il servira lors de la Grande Guerre. Après la guerre, Ariès s'installe à Courbevoie où il subsiste jusqu’en 1938. Le "lycée de l'automobile", installé à Villeneuve-la-Garenne depuis 1972 (il était auparavant à Puteaux, sous le nom de "collège de la carrosserie"), prend le nom de lycée Charles-Petiet en 1994.
- 1905 : installation de la Société d’éclairage, chauffage et force motrice (ECFM) entre l'ancienne gare de Gennevilliers et la route départementale 9 (boulevard Dequevauvilliers sur la commune de Gennevilliers qui devient boulevard Charles-de-Gaulle sur la commune de Villeneuve-la-Garenne)[25]. Cette usine à gaz est alors l’une des plus puissantes d’Europe. Elle emploie dès le début environ 2 000 ouvriers. Rapidement son emprise s'étend jusqu'au bord de Seine, le long de l'avenue Marcel-Paul et jusqu'au pont d'Épinay-sur-Seine, la D 9 traversant le site. Elle occupe au plus fort 58 hectares et possède un réseau ferré de 24 km. En 1929, la dissidence d'un hameau pour former la commune de Villeneuve-la-Garenne place la limite communale à l'intérieur de l'usine. Les squelettes métalliques des quatre immenses gazomètres à toit coulissant (dont deux de 225 000 m3), qui marquent pendant plusieurs décennies le paysage industriel de la zone en étant visibles de très loin, se retrouvent sur la nouvelle commune et les fours sur l'amputée. En 1945, la société est nationalisée puis transférée à Gaz de France l'année suivante. Mais le gisement de gaz de Lacq, découvert en 1951, arrive dans les années 1960 par gazoducs. GDF décide alors l'arrêt de la production en 1961[26] et l'usine commence rapidement à être démantelée. Dès la fin des années 1960, la partie nord du site commence à être occupée par de nouvelles entreprises. Au milieu des années 1970 le site est une friche industrielle où table rase a été faite. En 2015 le site n'est toujours pas entièrement réoccupé. À l'emplacement des 4 gazomètres se trouvent aujourd'hui 2 entrepôts (celui d'un transporteur international et celui d'un groupe de la grande distribution).
- 1919, c'est Walter Van Praet qui s'établit pour le compte des Chantiers navals franco-belges. En 1923, il acquiert un nouvel atelier situé quai d’Argenteuil (quai Sisley).
- 1924, l’entreprise Davum (Dépôt et agence de vente de produits sidérurgiques) jusque-là installée à Paris, va remplacer les établissements Salmon fondés en 1918. Installés le long de la Seine (quai du Moulin-de-Cage), les entrepôts couvrent environ 40 000 m2, abritant pour la vente de produits sidérurgiques, feuilles d’acier, tôles, feuillards, profilés, grillages, etc. Deux kilomètres de voies ferrées et trente-cinq mètres d’appontements faisaient de cette compagnie (qui existe encore) l’un des plus gros employeurs de la commune. Elle est bombardée le 22 juin 1944 et subit des gros dégâts.
- 1926, les établissements « Georges Losfeld » (successeur depuis 1921 de la société franco-américaine de literie) sis boulevard d’Asnières (boulevard Gallieni) mettent au point un matelas en kapok, duvet végétal léger qui sert à remplir les coussins et brassières de sauvetage. Ces matelas font l’objet de tests originaux sur l’eau.

## Politique et administration

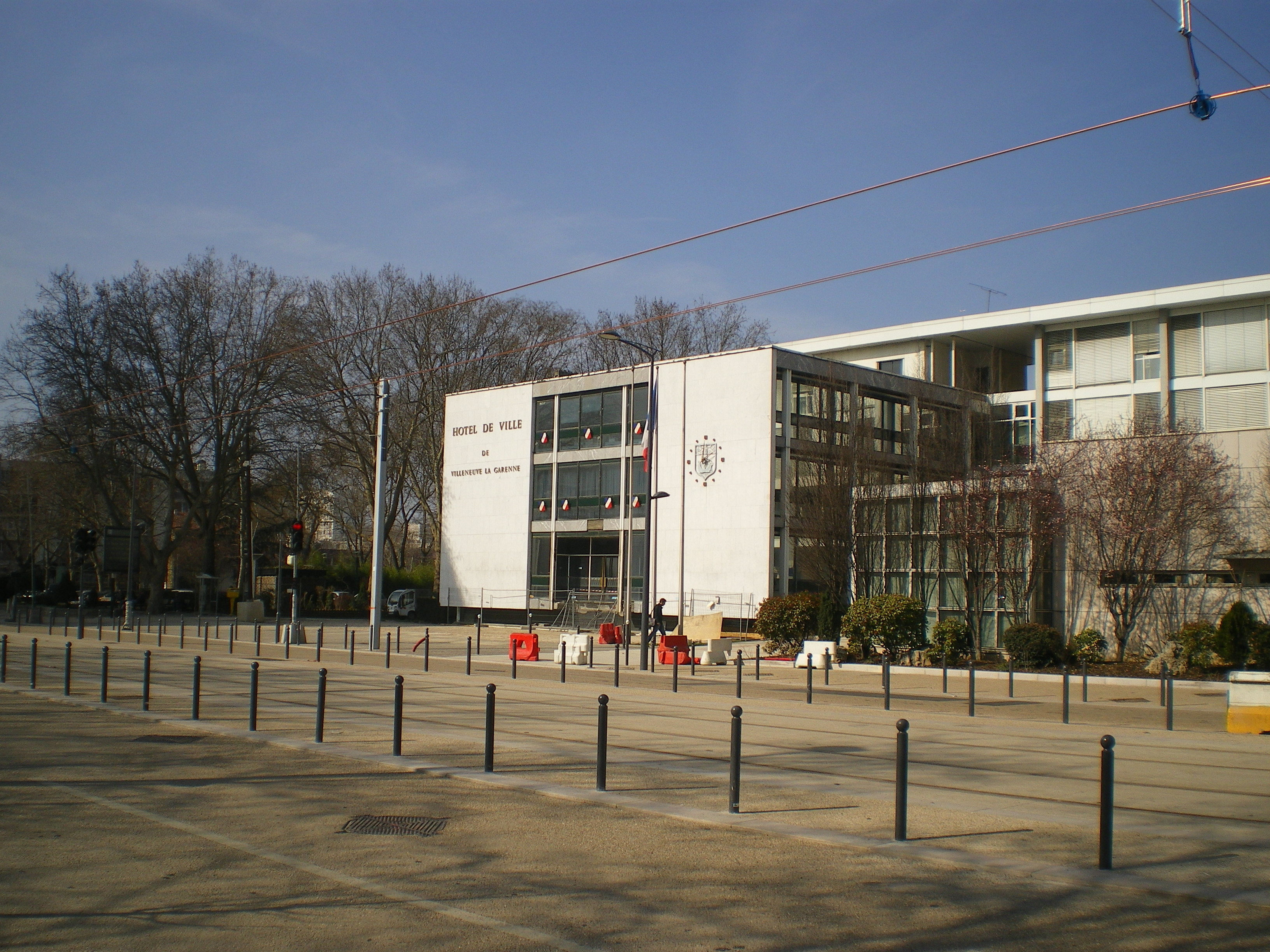
La mairie.

La commune a été créée en 1929, par détachement de celle de Gennevilliers,.
Antérieurement à la loi du 10 juillet 1964, la commune faisait partie du département de la Seine. La réorganisation de la région parisienne en 1964 fit que la commune appartient désormais au département des Hauts-de-Seine et son arrondissement de Nanterre après un transfert administratif effectif au 1er janvier 1968. Pour l'élection des députés, la commune fait partie depuis 1968 de la première circonscription des Hauts-de-Seine.
La commune, a sa création, dépendait du canton d'Asnières-sur-Seine. Lors de la mise en place du département des Hauts-de-Seine, elle devient en 1967 le chef-lieu du canton de Villeneuve-la-Garenne. Dans le cadre du redécoupage cantonal de 2014 en France, elle est désormais rattachée au canton de Gennevilliers.

### Intercommunalité
La ville n'était membre d'aucune intercommunalité à fiscalité propre jusqu'en 2016.
Dans le cadre de la mise en œuvre de la volonté gouvernementale de favoriser le développement du centre de l'agglomération parisienne comme pôle mondial est créée, le 1er janvier 2016, la métropole du Grand Paris (MGP), dont la commune est membre.
La loi portant nouvelle organisation territoriale de la République du 7 août 2015 prévoit également la création de nouvelles structures administratives regroupant les communes membres de la métropole, constituées d'ensembles de plus de 300 000 habitants, et dotées de nombreuses compétences, les établissements publics territoriaux (EPT).
La commune a donc également été intégrée le 1er janvier 2016 à l'établissement public territorial Boucle Nord de Seine.

### Tendances politiques et résultats
Lors du second tour des élections municipales de 2020, où le maire sortant Alain Bortolameolli (LR) — qui avait remplacé en cours de mandat Alain-Bernard Boulanger, maire depuis 20 ans — ne se représentait pas, la liste conduite par Pascal Pelain (UDI-LREM soutenue par le maire sortant a obtenu 49,11 % des suffrages exprimés, devançant largement les listes menées par Abdel Ait-Omar (SE, 38,56 %) et par  Gabriel Massou (PCF, 12,32 %).
Plusieurs membres de la liste « Villeneuve ville d'avenir » dirigée par Abdel Aït Omar (SE) forment un recours contre ces résultats, alléguant des manœuvres et pressions visant à altérer l'issue et la sincérité du scrutin. Le tribunal administratif de Cergy a rejeté ces griefs le 4 mars 2021, confirmant les résultats des municipales 2020.

### Administration municipale
Le nombre d'habitants de la commune étant compris entre 20 000 et 30 000, le nombre de membres du conseil municipal est de 35 conseillers dont le maire, conformément à la législation en vigueur,.

### Liste des maires
| Période         | Période                   | Identité                             | Étiquette                 | Qualité |
| --------------- | ------------------------- | ------------------------------------ | ------------------------- | --- |
| 17 mai 1929     | 17 mai 1934               | Homère Robert (1873-1934)            |                           | Industriel Conseiller général d'Asnières-sur-Seine (1929 → 1934) Décédé en fonction |
| 1934            | mai 1935                  | Edmond-Achille Rarchaert (1880-1943) |                           | Dirigeant d'un chantier naval |
| mai 1935        | 4 mai 1945                | Fernand Schwartz (1894-1975)         |                           | Résistant |
| 4 mai 1945      | octobre 1947              | Gaston Deleurence (1904-1981)        | PCF                       | Ajusteur |
| octobre 1947    | mai 1953                  | Lucien George (1890-1955)            | SFIO                      | Employé de chemin de fer |
| mai 1953        | 6 octobre 1999            | Roger Prévot (1914-1999)             | MRP puis DVD puis UDF-CDS | Ingénieur-conseil retraité, résistant Conseiller général de Villeneuve-la-Garenne (1967 → 1999) Vice-président du conseil général[Quand ?] Membre du conseil régional (1976 → 1982 et 1985 → 1986) Membre du Conseil de l'Europe Décédé en fonction |
| 17 octobre 1999 | 21 février 2019           | Alain-Bernard Boulanger,             | DVD puis UMP → LR         | Expert comptable Conseiller général de Villeneuve-la-Garenne (1999 → 2015) Vice-président du conseil général (2011 → 2015) Président de l'EPT Boucle Nord de Seine (2017 → 2017) Démissionnaire                                                     |
| 21 février 2019 | 5 juillet 2020            | Alain Bortolameolli                  | LR                        | Dirigeant de société Vice-président de l'EPT Boucle Nord de Seine ( ? → 2020) |
| 5 juillet 2020, | En cours (au 5 mars 2021) | Pascal Pelain                        | UDI                       | Conseiller régional d'Ile-de-France (2021 → ) Vice-président de l'EPT Boucle Nord de Seine (2020 → ) |

### Démocratie participative
La commune a mis en place un conseil municipal des jeunes.

### Jumelages
Au 1er janvier 2010, Villeneuve-la-Garenne est jumelée avec :
- Hof-sur-Saale (Allemagne) depuis 1980[49].

## Population et société

### Démographie
Les habitants de la commune sont appelés les Villénogarennois.

#### Évolution démographique
L'évolution du nombre d'habitants est connue à travers les recensements de la population effectués dans la commune depuis 1931. Pour les communes de plus de 10 000 habitants les recensements ont lieu chaque année à la suite d'une enquête par sondage auprès d'un échantillon d'adresses représentant 8 % de leurs logements, contrairement aux autres communes qui ont un recensement réel tous les cinq ans,.

En 2022, la commune comptait 25 566 habitants, en évolution de +5,44 % par rapport à 2016 (Hauts-de-Seine : +2,75 %, France hors Mayotte : +2,11 %).
| 1931  | 1936  | 1946  | 1954  | 1962   | 1968   | 1975   | 1982   | 1990   |
| ----- | ----- | ----- | ----- | ------ | ------ | ------ | ------ | ------ |
| 3 954 | 4 031 | 3 584 | 4 035 | 13 780 | 22 715 | 23 691 | 23 906 | 23 824 |

| 1999   | 2006   | 2011   | 2016   | 2021   | 2022   | - | - | - |
| ------ | ------ | ------ | ------ | ------ | ------ | - | - | - |
| 22 349 | 24 568 | 25 644 | 24 248 | 25 371 | 25 566 | - | - | - |

#### Pyramide des âges
La population de la commune est relativement jeune.
En 2018, le taux de personnes d'un âge inférieur à 30 ans s'élève à 41,9 %, soit au-dessus de la moyenne départementale (38,4 %). À l'inverse, le taux de personnes d'âge supérieur à 60 ans est de 18,1 % la même année, alors qu'il est de 20,0 % au niveau départemental.
En 2018, la commune comptait 11 644 hommes pour 12 379 femmes, soit un taux de 51,53 % de femmes, légèrement inférieur au taux départemental (52,41 %).
Les pyramides des âges de la commune et du département s'établissent comme suit.
| Hommes | Classe d’âge | Femmes |
| ------ | ------------ | ------ |
| 0,4    | 90 ou +      | 0,7    |
| 4,2    | 75-89 ans    | 5,8    |
| 12,2   | 60-74 ans    | 12,8   |
| 18,7   | 45-59 ans    | 18,0   |
| 20,8   | 30-44 ans    | 22,4   |
| 18,2   | 15-29 ans    | 18,4   |
| 25,5   | 0-14 ans     | 21,8   |

| Hommes | Classe d’âge | Femmes |
| ------ | ------------ | ------ |
| 0,6    | 90 ou +      | 1,6    |
| 5,2    | 75-89 ans    | 7,2    |
| 12,1   | 60-74 ans    | 13,5   |
| 19,3   | 45-59 ans    | 19,4   |
| 22,6   | 30-44 ans    | 21,9   |
| 20,2   | 15-29 ans    | 18,9   |
| 19,9   | 0-14 ans     | 17,4   |

### Enseignement

#### Établissements scolaires
La ville administre sept écoles maternelles et six écoles élémentaires communales
Le département gère deux collèges (collège Edouard-Manet et collège Georges-Pompidou) et la région Île-de-France deux lycées (lycée Charles-Petiet et lycée Michel-Ange).

### Santé
L'hôpital Nord 92 est situé sur le territoire de la commune.

### Sports
La commune met à disposition de nombreux équipements sportifs, dont un bassin olympique de 50 mètres avec 6 couloirs.

### Cultes
Les Villénogarennois disposent de lieux de culte catholique, musulman et d'un lieu de culte juif.

#### Culte catholique

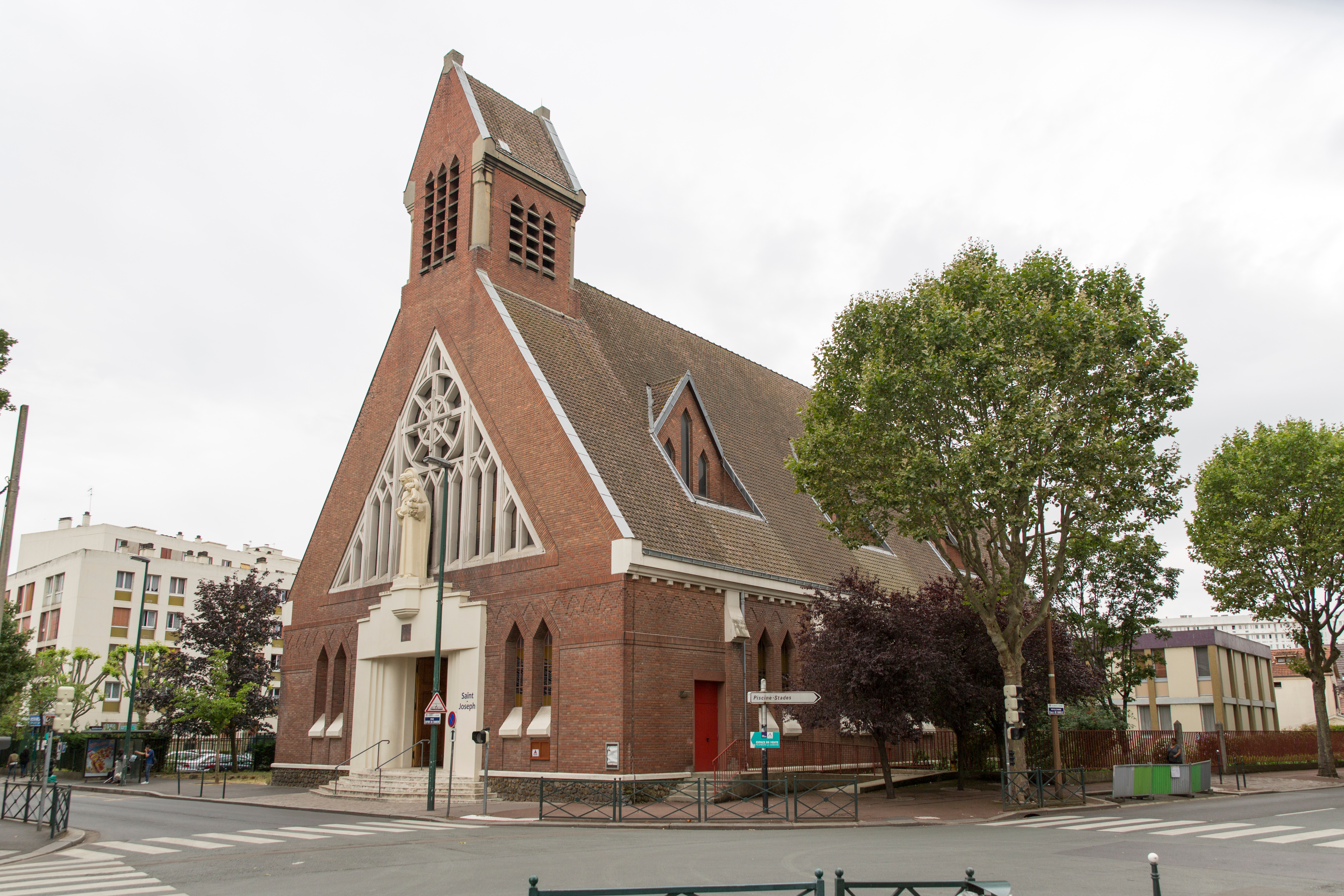
Église Saint-Joseph.

Jusqu'en 1966, Villeneuve-la-Garenne dépendait du diocèse de Paris. Elle est ensuite rattachée au diocèse de Nanterre lors de la création de ce dernier. 
Depuis janvier 2010, la commune de Villeneuve-la-Garenne fait partie du doyenné de la Boucle-Nord, l'un des neuf doyennés du diocèse de Nanterre.
Au sein de ce doyenné, le lieu de culte catholique est l'église Saint-Joseph qui relève de la paroisse Saint-Joseph. Cette dernière est fondée le 2 avril 1930 par le cardinal Jean Verdier archevêque de Paris. 

#### Culte musulman
L'association d'unification islamique de Villeneuve-la-Garenne administre une mosquée, il existe par ailleurs une autre mosquée à Villeneuve-la-Garenne.

## Économie

### Revenus de la population et fiscalité
En 2010, le revenu fiscal médian par ménage était de 32 984 €, ce qui plaçait Villeneuve-la-Garenne au 9 215e rang parmi les 31 525 communes de plus de 39 ménages en métropole.

## Culture locale et patrimoine

### Lieux et monuments

#### Monuments officiellement inventoriés
La commune comprend de nombreux monuments répertoriés à l'inventaire général du patrimoine culturel de la France (8 maisons, un jardin, le lotissement concerté dit Impasse Legendre, l'église paroissiale Saint-Joseph, l'école primaire et maternelle dite groupe scolaire Gallieni actuellement groupe scolaire Édouard-Manet, un immeuble, le parc des Chanteraines, un jardin en terrasse, l'usine de produits pharmaceutiques dite laboratoires Mouneyrat, un lotissement concerté, l'usine de produits chimiques dite laboratoires Pointet puis Pointet-Girard puis Rhône-Poulenc, la promenade des Chanteraines, l'usine de construction navale dite chantiers navals Vandenbossche et Rachaert, le pont routier dit pont de l'Ile-Saint-Denis, un groupe de maisons et immeubles).

#### Autres monuments et lieux
- Chemin de fer des Chanteraines
- Fosse aquatique de Villeneuve-la-Garenne
- Hôtel particulier de Mlle Dupont de Chambon, construit au XIXe siècle.
- Actuelle École de Musique, construite au XIXe siècle.
- Bar des 100 Kilos : Le café-hôtel-restaurant des 100 Kilos était situé sur l’avenue de Gennevilliers (actuellement avenue de Verdun) et rue Dupont-du-Chambon. C’était le nom d’une association créée en 1885 par le propriétaire du café monsieur Bernard Judas. L’adhésion à l’association était réservée aux personnes pesant un minimum de 100 kilogrammes. Il existe encore un café portant le même nom mais situé sur le trottoir opposé (place André-Malraux).
- L'ancien cimetière et le nouveau cimetière.

### Patrimoine culturel
- Centre chorégraphique municipal Marie-Louise-Prévot
- Bibliothèque municipale Aimé-Cesaire
- École de musique
- Cinéma André-Malraux
- "L'Arbre de vie" - Mur-pignon céramique (Abinun)[67],[68],[69]
- Cinéma Mégarama
- Centre culturel Max-Juclier
- Maison des Jeunes et de la Culture
- Le Nouveau Monde
- Espace Pierre-Brossolette
- Les Petits Bouffons de Paris

### Villeneuve-la-Garenne dans les arts

Berthe Morisot : Bateaux sur la Seine, 1879, Musée Wallraf Richartz.

La ville constitue le sujet de plusieurs tableaux d'Alfred Sisley :
- Le Pont à Villeneuve-la-Garenne, 1872[70] ;
- La petite ville Villeneuve-la-Garenne à la Seine, 1872[71].

Berthe Morisot a également représenté le pont de Villeneuve-la-Garenne en 1879.

### Personnalités liées à la commune
- Alfred Sisley (1829-1899), peintre britannique du mouvement impressionniste, a séjourné plusieurs fois à Villeneuve.
- Élisabeth Dupont du Chambon (?-1909), artiste lyrique, militante pour une commune indépendante. La maison qu'elle habitait sera la première mairie de Villeneuve.
- Philippe Cattiau (1892-1962), escrimeur, ancien maire-adjoint.
- Thierry Le Portier, dresseur de fauves, a basé ses activités à Villeneuve-la-Garenne.
- Jacques Abinun (1940), plasticien, a vécu à Villeneuve-la-Garenne[72].
- Jean-Pierre Savelli (1949), chanteur, auteur, compositeur, habitant de Villeneuve-la-Garenne.
- Claudine Lebègue (1956), auteure-compositrice-interprète et comédienne est née et a grandi à Villeneuve-la-Garenne.
- Didier Wampas (1962), chanteur du groupe Les Wampas, qui "a grandi à Villeneuve-la-Garenne dans une famille communiste"[73].
- Thomas Sotto (1973), journaliste et animateur de radio et télévision a passé son enfance à Villeneuve-la-Garenne.
- Christophe Botti (1974), auteur, scénariste et metteur en scène, est né et a grandi à Villeneuve-la-Garenne
- William Gallas (1977), footballeur, a grandi à Villeneuve-la-Garenne.
- Shirley Elliot (1988-), judokate, est née à Villeneuve-la-Garenne.
- Soolking (1989), chanteur algérien basé à Villeneuve-la-Garenne depuis son installation en France.
- Guizmo (1991), rappeur ex-membre de L'Entourage.
- Heuss l'Enfoiré (1992), rappeur franco-algérien, a grandi à Villeneuve-la-Garenne.
- Romain Habran (1994), footballeur français, est né à Villeneuve-la-Garenne.

### Héraldique, logotype et devise
| Armes de Villeneuve-la-Garenne | Les armes peuvent se blasonner ainsi : D'azur à la barque à l'antique d'argent naviguant sur une rivière du même mouvant de la pointe, au chef cousu de gueules chargé d'une arbalète en pal, accostée de deux dauphins, celui de dextre contourné, le tout d'argent. |

## Pour approfondir